# Corymorpha microrhiza
Corymorpha microrhiza is een hydroïdpoliep uit de familie Corymorphidae. De poliep komt uit het geslacht Corymorpha. Corymorpha microrhiza werd in 1907 voor het eerst wetenschappelijk beschreven door Hickson & Gravely. 